# 1998年陕西系列奸杀案
1998年陕西系列奸杀案指的是发生在中国陕西省的抢劫、强奸、杀人系列案。1998年底，西安市公安局刑警支队与长安县公安局陆续抓获王万明、宋乾平、张育平三人，案件侦破。
三名案犯独立作案、互无联系。共涉及案件60起，死亡21人。王万明作案52起，杀害20人；张育平作案2起，杀害1人；宋乾平作案6起，均系强奸后杀人未遂。以作案区域划分，长安县9个乡镇43起案件共死亡9人，雁塔区2个乡镇11起共死亡9人，阎良区3个乡镇5起共死亡3人，受害者最小8岁，最大70岁，其余为18岁到25岁的女青年。

## 嫌疑人
王万明，1957年2月26日出生，原籍辽宁省盖州市红旗满族乡馒首山村人。1981年11月因强奸罪被判有期徒刑5年。因在狱中表现良好被警方安排托管。托管期间再次因强奸罪被警方抓获，被判加刑19年。1986年因肺结核被转送到劳改医院接受治疗，1991年王万明逃到了西安市阎良区。

## 案件
1992年6月2日，西安市雁塔县18岁女青年王英英被强奸，强奸后被掐死，死后阴道被塞入玉米，案件未侦破。
1993年至1994年，类似案件发生8起，共死亡6人。
1995年至1996年，类似案件发生6起，共死亡3人。
1997年4月8日，陕西省长安县镐京乡尚北村18岁女青年贾小妮失踪，失踪第四天尸体被发现，警方鉴定死者被强奸，强奸后被掐死，死后外阴被火烧，西安市市局刑警支队及长安县公安局刑警大队成立专案组。
1997年12月15日，陕西省长安县镐京乡太平村一名女青年被奸杀，外阴被火烧。
1998年2月13日，陕西省长安县南丰村一名女青年被奸杀，外阴被火烧。
1998年11月1日，女青年李某被强奸，强奸后被掐晕。
1998年9月23日，女青年胡某被强奸，强奸后被石头砸死。
1998年2月28日至1998年的11月24日，类似案件发生8起，受到中国公安部高度重视。
1998年11月13日，专案组、当地公安机关抓获犯罪嫌疑人宋乾平，宋乾平交代“11.01”强奸杀人未遂等6起案件，共强奸6人。
1998年11月19日，专案组、当地公安机关抓获犯罪嫌疑人张育平，张育平交代“9.23”抢劫强奸杀人等2起案件，共强奸2人，杀害1人。
1998年11月24日，陕西省长安县祝村乡19岁女青年刘立红被奸杀，外阴被火烧。
1998年12月13日，犯罪嫌疑人王万明强奸女青年未遂，后被抓获，交代1992年6月2日至1998年11月24日52起案件，杀害20人。